# D-Devils
D-Devils er en belgisk trance/dance musikgruppe, grundlagt af Pieter-Jan Verachtert og Sam Hauglustaine. Der har lavet sange fra 1998 indtil nu. Deres bedst kendte sange er The 6th Gate og Judgement Day. Sangen The 6th Gate (Dance With The Devil) scorede guld i 2000 i Belgien og Danmark og platin i Grækenland.

## Singler
| Navn                                       | Udgivet |
| ------------------------------------------ | ------- |
| Odin's Odyssey                             | 1998    |
| Love Her At The Meat Parade                | 1999    |
| The 6th Gate                               | 2000    |
| Judgement Day                              | 2001    |
| Black Magic                                | 2001    |
| Sex & Drugs & House                        | 2001    |
| Final Countdown                            | 2001    |
| Release The Virgins                        | 2002    |
| The 6th Gate 2007                          | 2007    |
| Dance With The Devils (The Games Are Open) | 2014    |
| Killer Eyes                                | 2019    |

## Albums
- Dance With The Devil (udgivet i 2001)
- No Future Without Us (udgivet i 2002)